# Trichoniscus propinquus
Trichoniscus propinquus is een pissebed uit de familie Trichoniscidae. De wetenschappelijke naam van de soort is voor het eerst geldig gepubliceerd in 1908 door Carl.